# Pomiany (powiat aleksandrowski)
Pomiany – wieś w Polsce położona w województwie kujawsko-pomorskim, w powiecie aleksandrowskim, w gminie Koneck.

## Podział administracyjny
W latach 1975–1998 miejscowość położona była w województwie włocławskim. Wieś sołecka – zobacz jednostki pomocnicze gminy Koneck w BIP.

## Historia
Wieś wchodziła w wieku XIX w skład dóbr Koneck. Właścicielem dóbr Koneck był Korneli Sulimierski, w skład dóbr wchodziły oprócz folwarku Zieleniec, Biesiekierz, Pomiany, Wincentowo, Zapustek i Młynek.

## Zabytki
Według rejestru zabytków NID na listę zabytków wpisany jest drewniany wiatrak paltrak z 1925, nr rej.: 197/A z 14.01.1985.